# Astrolepis
Astrolepis es un género con 6 especies de helechos perteneciente a la familia Pteridaceae. Se encuentra en América y África.

## Descripción
Son helechos terrestres; con rizoma rastrero o erecto, escamoso, las escamas escleróticas, concoloras o débilmente concoloras; hojas 1-pinnadas o 1-pinnado-pinnatífidas, monomorfas; pecíolo terete, con 2 haces vasculares; pinnas pediculadas hasta 3 mm, el haz esparcida a densamente cubierto con escamas estrelladas, glabrescente con la edad, el envés densamente cubiertos con escamas ciliadas y lanceoladas a ovadas que oscurecen una capa subyacente de escamas estrelladas; márgenes aplanados, no revolutos; nervaduras libres, simples o bifurcadas, las puntas no engrosadas; soros dispuestos a lo largo del 1/3-1/2 distal de cada nervadura; esporangios con 32 o 64 esporas; esporas triletes, pardo claros a oscuro, rugosas; el número cromosomático es de: x=29.

## Distribución
Astrolepis es un género exclusivamente americano, con la mayor diversidad de especies en el centro y sur de México. Los dos haces vasculares en el pecíolo y las escamas estrelladas en el haz de la lámina sirven para distinguir al género entre todos los demás helechos queilantoides. Existen híbridos entre varias especies lo cual hace difícil la separación morfológica entre estas.

## Taxonomía
Astrolepis fue descrito por D.M.Benham & Windham y publicado en American Fern Journal 82(2): 55. 1992. La especie tipo es: Astrolepis sinuata (Lag. ex Sw.) D.M. Benham & Windham. 
Etimología
Astrolepis: nombre genérico que deriva de las palabras griegas: astron = "una estrella", y lepis = "escama", haciendo referencia a las escamas de la superficie de la hoja.

## Especies aceptadas
A continuación se brinda un listado de las especies del género Astrolepis aceptadas hasta abril de 2012, ordenadas alfabéticamente. Para cada una se indica el nombre binomial seguido del autor, abreviado según las convenciones y usos.
- Astrolepis cochisensis (Goodd.) D.M. Benham & Windham
- Astrolepis crassifolia (Houlston & T. Moore) D.M. Benham & Windham
- Astrolepis deltoidea (Baker) J. Beck & Windham
- Astrolepis integerrima (Hook.) D.M. Benham & Windham
- Astrolepis laevis (M. Martens & Galeotti) Mickel
- Astrolepis sinuata (Lag. ex Sw.) D.M. Benham & Windham